# Élections municipales de 1995 dans la Somme
Les élections municipales ont eu lieu les 11 et 18 juin 1995 dans la Somme.
Ces élections sont marquées par un renforcement de la droite grâce à la reconquête d'Abbeville (perdue en 1989 à la suite d'une triangulaire), mais aussi dans de plus petites communes comme Camon sur le PCF et Rosières-en-Santerre, Cayeux-sur-Mer ou Airaines sur le PS. 
La gauche ne détient plus qu'une seule ville (Roye) sur les neuf de plus de 5 000 habitants.

## Maires sortants et maires élus
Les maires élus à la suite des élections municipales dans les communes de plus de 2 000 habitants :
| Commune                | Population | Maire sortant      | Parti | Parti    | Maire élu          | Parti | Parti    |
| ---------------------- | ---------- | ------------------ | ----- | -------- | ------------------ | ----- | -------- |
| Abbeville              | 23 787     | Jacques Becq       |       | PS       | Joël Hart          |       | RPR      |
| Ailly-sur-Noye         | 2 647      | Philippe Verhoye   |       |          | Freddy Vérecque    |       | PS       |
| Ailly-sur-Somme        | 3 505      | Francis Fouquet    |       | DVD      | Francis Fouquet    |       | DVD      |
| Airaines               | 2 175      | Jean-Luc Lefebvre  |       | PS       | Pierre Laboulet    |       | DVD      |
| Albert                 | 10 010     | Stéphane Demilly   |       | UDF-FD   | Stéphane Demilly   |       | UDF-FD   |
| Amiens                 | 131 872    | Gilles de Robien   |       | UDF-PR   | Gilles de Robien   |       | UDF-PR   |
| Ault                   | 2 054      | Michel Couillet*   |       | PCF      | Jacques Dumas      |       | PCF      |
| Beauval                | 2 286      | Françoise Boulogne |       | DVD      |                    |       |          |
| Boves                  | 2 964      | Gérard Dauby       |       | DVD      | Gérard Dauby       |       | DVD      |
| Camon                  | 3 920      | Albert Becard      |       | PCF      | Michel Ponthieu    |       | DVD      |
| Cayeux-sur-Mer         | 2 856      | Christian Obré     |       | PS       | Yvonne Perruchot   |       | RPR      |
| Corbie                 | 6 152      | Alain Babaut       |       | DVD      | Alain Babaut       |       | DVD      |
| Le Crotoy              | 2 440      | Jean-Louis Wadoux  |       | RPR      | Jean-Louis Wadoux  |       | RPR      |
| Doullens               | 6 615      | Jacques Mossion    |       | UDF-FD   | Jacques Mossion    |       | UDF-FD   |
| Eppeville              | 2 127      | Jean Boitel        |       | PS       | Jean Boitel        |       | PS       |
| Feuquières-en-Vimeu    | 2 428      | Marius Fustier     |       | DVG      | Marius Fustier     |       | DVG      |
| Flesselles             | 2 103      | Gérard Lesot       |       | DVD      | Bernard Binoist    |       | PS       |
| Flixecourt             | 2 931      | René Lognon        |       | PCF      | René Lognon        |       | PCF      |
| Fressenneville         | 2 422      | Noël Ricouard      |       | PCF      | Noël Ricouard      |       | PCF      |
| Friville-Escarbotin    | 4 737      | Guy Roussel        |       | PCF      | Guy Roussel        |       | PCF      |
| Gamaches               | 3 099      | Jacques Pecquery   |       | PCF      | Jacques Pecquery   |       | PCF      |
| Ham                    | 5 532      | Marc Bonef         |       | RPR      | Marc Bonef         |       | RPR      |
| Longueau               | 4 940      | Joël Brunet        |       | PCF      | Joël Brunet        |       | PCF      |
| Mers-les-Bains         | 3 540      | Guy Champion       |       | PCF      | Guy Champion       |       | PCF      |
| Montdidier             | 6 262      | Jean-Marie Lapouge |       | DVD      | Michel Warnet      |       | DVD      |
| Moreuil                | 4 156      | Pierre Boulanger   |       | DVD      | Pierre Boulanger   |       | DVD      |
| Nesle                  | 2 642      | Jack Pinçonnet     |       | PS       | Jack Pinçonnet     |       | PS       |
| Poix-de-Picardie       | 2 191      | Pierre Daniel*     |       | DVD      | Jacky Pétigny      |       | DVD      |
| Péronne                | 8 497      | Jean-Pierre Vienot |       | RPR      | Jean-Pierre Vienot |       | RPR      |
| Rivery                 | 3 366      | René Carouge       |       | Rénov.   | René Carouge       |       | Rénov.   |
| Rosières-en-Santerre   | 3 107      | Christian Caron    |       | PS       | José Sueur         |       | UDF-FD   |
| Roye                   | 6 333      | Jacques Fleury     |       | PS       | Jacques Fleury     |       | PS       |
| Rue                    | 2 942      | Charles Deloge     |       | DVD      | Charles Deloge     |       | DVD      |
| Saint-Ouen             | 2 186      |                    |       |          |                    |       |          |
| Saint-Valery-sur-Somme | 2 769      | Pierre Dingremont  |       | App. UDF | Pierre Dingremont  |       | App. UDF |
| Saleux                 | 2 488      | Michel Decouture*  |       | DVD      | Philippe Véret     |       | DVD      |
| Salouël                | 3 679      | Léon Fontaine      |       | SE       | Jean Douchet       |       | DVD      |
| Vignacourt             | 2 294      | Jean-Michel Uri    |       |          | Jean-Michel Uri    |       |          |
| Villers-Bretonneux     | 3 686      | Hubert Lelieur     |       | DVD      | Hubert Lelieur     |       | DVD      |
| * Ne se représente pas |            |                    |       |          |                    |       |          |

### Résultats en nombre de mairies
| Partis       | Partis                             | Maires sortants | Maires élus | Évolution     |
| ------------ | ---------------------------------- | --------------- | ----------- | ------------- |
|              | Divers droite                      | 11              | 12          | 1             |
|              | Union pour la démocratie française | 4               | 5           | 1             |
|              | Rassemblement pour la République   | 3               | 5           | 2             |
| Total droite | Total droite                       | 18              | 22          | 4             |
|              |                                    |                 |             |               |
|              | Parti communiste français          | 8               | 7           | 1             |
|              | Parti socialiste                   | 7               | 5           | 3             |
|              | Communistes rénovateurs            | 1               | 1           | en stagnation |
|              | Divers gauche                      | 1               | 1           | en stagnation |
| Total gauche | Total gauche                       | 17              | 14          | 3             |
|              |                                    |                 |             |               |
|              | Sans étiquette                     | 1               | /           | 1             |
|              | Non déterminés                     | 3               | 3           | en stagnation |
| Divers       | Divers                             | 4               | 3           | 1             |
|              |                                    |                 |             |               |
| Total        | Total                              | 39              | 39          |               |

## Résultats

### Abbeville
Maire Sortant : Jacques Becq (PS)
35 sièges à pourvoir
| Tête de liste                       | Tête de liste        | Liste           | Premier tour | Premier tour | Sièges |  |
| Tête de liste                       | Tête de liste        | Liste           | Voix         | %            | CM     |  |
| ----------------------------------- | -------------------- | --------------- | ------------ | ------------ | ------ |  |
|                                     | Joël Hart            | RPR - UDF - DVD | 6 262        | 52,18        | 27     |  |
| Union de la droite                  |                      |                 | 6 262        | 52,18        | 27     |  |
|                                     | Jacques Becq*        | PS - PCF        | 5 204        | 43,37        | 8      |  |
| Union de la gauche                  |                      |                 | 5 204        | 43,37        | 8      |  |
|                                     | Jean-Michel Pouchèle | Radical - DVG   | 533          | 4,44         |        |  |
| Union pour le renouveau abbevillois |                      |                 | 533          | 4,44         |        |  |
|                                     |                      |                 |              |              |        |  |
| Inscrits                            | Inscrits             | Inscrits        | 17 736       | 100,00       |        |  |
| Abstentions                         | Abstentions          | Abstentions     | 5 037        | 28,40        |        |  |
| Votants                             | Votants              | Votants         | 12 699       | 71,60        |        |  |
| Blancs et nuls                      | Blancs et nuls       | Blancs et nuls  | 700          | 5,51         |        |  |
| Exprimés                            | Exprimés             | Exprimés        | 11 999       | 94,49        |        |  |
| * Maire sortant                     |                      |                 |              |              |        |  |

### Amiens
Maire Sortant : Gilles de Robien (UDF-PR)
55 sièges à pourvoir
| Tête de liste                                      | Tête de liste         | Liste              | Premier tour | Premier tour | Sièges |  |
| Tête de liste                                      | Tête de liste         | Liste              | Voix         | %            | CM     |  |
| -------------------------------------------------- | --------------------- | ------------------ | ------------ | ------------ | ------ |  |
|                                                    | Gilles de Robien*     | UDF - RPR - DVD    | 26 874       | 57,03        | 46     |  |
| Amiens avenir                                      |                       |                    | 26 874       | 57,03        | 46     |  |
|                                                    | Francis Lecul         | PS - Radical - MDC | 6 372        | 13,52        | 4      |  |
| Avec la gauche, pour un vrai changement            |                       |                    | 6 372        | 13,52        | 4      |  |
|                                                    | Gérald Maisse         | PCF - PS diss.     | 6 044        | 12,83        | 3      |  |
| Union plurielle des forces de gauche et de progrès |                       |                    | 6 044        | 12,83        | 3      |  |
|                                                    | Lionel Payet          | FN                 | 4 809        | 10,20        | 2      |  |
| Front national                                     |                       |                    | 4 809        | 10,20        | 2      |  |
|                                                    | Jean-Jacques Bertrand | GÉ                 | 1 297        | 2,75         |        |  |
| Écologie indépendante                              |                       |                    | 1 297        | 2,75         |        |  |
|                                                    | Bernard Delemotte     | AREV - Les Verts   | 1 195        | 2,54         |        |  |
| Les Verts et la gauche alternative d’Amiens        |                       |                    | 1 195        | 2,54         |        |  |
|                                                    | Acène Guedri          | DIV                | 533          | 1,13         |        |  |
|                                                    |                       |                    | 533          | 1,13         |        |  |
|                                                    |                       |                    |              |              |        |  |
| Inscrits                                           | Inscrits              | Inscrits           | 76 512       | 100,00       |        |  |
| Abstentions                                        | Abstentions           | Abstentions        | 28 508       | 37,26        |        |  |
| Votants                                            | Votants               | Votants            | 48 004       | 62,74        |        |  |
| Blancs et nuls                                     | Blancs et nuls        | Blancs et nuls     | 880          | 1,83         |        |  |
| Exprimés                                           | Exprimés              | Exprimés           | 47 124       | 98,17        |        |  |
| * Maire sortant                                    |                       |                    |              |              |        |  |

### Doullens
Maire sortant : Jacques Mossion (DVD)
29 sièges à pourvoir
| Tête de liste        | Tête de liste       | Liste              | Premier tour | Premier tour | Second tour | Second tour | Sièges |  |
| Tête de liste        | Tête de liste       | Liste              | Voix         | %            | Voix        | %           | CM     |  |
| -------------------- | ------------------- | ------------------ | ------------ | ------------ | ----------- | ----------- | ------ |  |
|                      | Jacques Mossion*    | UDF-FD - DVD       | 1 547        | 46,37        | 1 847       | 53,75       | 23     |  |
| Avec Jacques Mossion |                     |                    | 1 547        | 46,37        | 1 847       | 53,75       | 23     |  |
|                      | Guy de Saint Amour  | Radical - PS - DVG | 1 263        | 37,86        | 1 589       | 46,24       | 6      |  |
| Gagner : Gagner      |                     |                    | 1 263        | 37,86        | 1 589       | 46,24       | 6      |  |
|                      | Christian Delvallez | DVD                | 526          | 15,78        |             |             |        |  |
|                      |                     |                    |              |              |             |             |        |  |
|                      |                     |                    |              |              |             |             |        |  |
|                      |                     |                    |              |              |             |             |        |  |
| Inscrits             | Inscrits            | Inscrits           | 4 584        | 100,00       | 4 586       | 100,00      |        |  |
| Abstentions          | Abstentions         | Abstentions        | 1 391        | 30,34        | 1 524       | 33,23       |        |  |
| Votants              | Votants             | Votants            | 3 336        | 69,66        | 3 436       | 66,77       |        |  |
| Blancs et nuls       | Blancs et nuls      | Blancs et nuls     | 136          | 4,23         | 179         | 5,85        |        |  |
| Exprimés             | Exprimés            | Exprimés           | 3 057        | 95,74        | 2 883       | 94,15       |        |  |
| * Maire sortant      |                     |                    |              |              |             |             |        |  |